# Dětmar II. Salcburský
Dětmar II. Salcburský (německy Dietmar II., též Theotmar nebo Thietmar, † 28. července 1041, Salcburk), byl od roku 1026 salcburský arcibiskup.

## Život
Dne 21. prosince 1025 obdržel Dětmar arcibiskupské svěcení a 21. července 1026 pallium od papeže Jana XIX. Navíc byl roku 1027 jako první salcburský arcibiskup nadán právem, v naléhavých případech, které nesnesly odkladu, ve své diecézi rozhodovat jménem papeže. S tím bylo také spojeno právo používat o velkých svátcích procesní kříž a rudě zdobeného koně.
Z tohoto privilegia se postupně vyvinula legátská práva pro zdejšího arcibiskupa, coby „přirozeného legáta“ (legatus natus), jemuž přináleží legátská pravomoc automaticky z moci jeho úřadu metropolity salcburského. Již od roku 1179 nosili salcburští arcibiskupové na znamení svého výsadního postavení při slavnostních příležitostech ve své diecézi „legátský purpur“.
V roce 1027 táhl Dětmar společně s králem Konrádem II. do Itálie, kde se zúčastnil slavnostní korunovace Konráda na císaře z rukou papeže Jana XIX. Při té příležitosti se Dětmar zúčastnil také papežského synodu konaného 6. dubna, přičemž byl stále věrným průvodcem svého pána a císaře. Ten Dětmara za jeho služby odměnil darováním dvou polesí v Horních Bavorech a rozlehlým lužním lesem po obou březích řeky Salzachy, které se rozprostíraly jižně od Salcburku až po Schwarzenbach u Gollingu (dříve Abtenau). Na těchto územích měl do té doby pouze právo lovčí a porybné.
Po smrti císaře Konráda II. v červnu 1039, se nástupcem stal jeho syn Jindřich III. Ten se s Dětmarem setka již několik měsíců po nástupu do úřadu. Společně roku 1040 podnikli úspěšné tažení krále proti českému knížeti Břetislavovi I.
Krátce nato, 28. července 1041, arcibiskup Dětmar II. zemřel.